# Johann Georg Model
Johann Georg Model (* 8. Februar 1711 in Neustadt an der Aisch; † 22. Märzjul. / 2. April 1775greg. in Sankt Petersburg) war ein deutscher Chemiker und Apotheker, der in St. Petersburg wirkte.

## Leben
Model erlernte zunächst den Beruf eines Apothekers und studierte anschließend an der Universität Wittenberg. Wie viele andere deutsche Wissenschaftler kam er in der ersten Hälfte des 18. Jahrhunderts nach St. Petersburg. Dort machte er Karriere und hatte die Stellung eines Kaiserlich Russischen Hofrats und eines Hofapothekers. Bekannt wurde er durch seine Schriften zur Pflanzenchemie und analytischen Chemie. Daneben war er an der Entwicklung der russischen Ökonomie interessiert und gehörte 1765 zu den Gründern der Kaiserlichen Freien Ökonomischen Gesellschaft zu Sankt Petersburg. An der Universität St. Petersburg hielt er Vorlesungen über Chemie, Pharmazie und Ökonomie.
1758 wurde er zum Ehrenmitglied der Russischen Akademie der Wissenschaften gewählt. Seit 1771 war er korrespondierendes Mitglied der Bayerischen Akademie der Wissenschaften. Außerdem war er Mitglied der Königlich Holländischen Gesellschaft der Wissenschaften in Haarlem.

## Schriften (Auswahl)
- Johann Georg Model: Untersuchung des Mutterkorns aus dessen chymischen Nebenstunden. Carl Christian Dürr, Wittenberg 1771.
- Johann Georg Model: Kleine Schriften, bestehend in oeconomisch-physicalisch-chymischen Abhandlungen. J. K. Schnoor, St. Petersburg 1773.
- Johann Georg Model: Entdeckung des Seleniten in der Rhabarbar. Kayserl. Academie der Wissenschaften, St. Petersburg 1774.
- Johann Georg Model: Versuche und Gedanken über ein natürliches oder gewachsenes Salmiak, nebst Erörterung einiger vom Hrn. Baron gemachten Einwürfe über das persische Salz. J. F. Gleditsch, Leipzig 1758.